# Morpho orinocensis
Morpho orinocensis är en fjärilsart som beskrevs av Le Moult 1925. Morpho orinocensis ingår i släktet Morpho och familjen praktfjärilar. Inga underarter finns listade i Catalogue of Life.